# Limitations de vitesse en Croatie
 (mars 2009).
Si vous disposez d'ouvrages ou d'articles de référence ou si vous connaissez des sites web de qualité traitant du thème abordé ici, merci de compléter l'article en donnant les références utiles à sa vérifiabilité et en les liant à la section « Notes et références ».

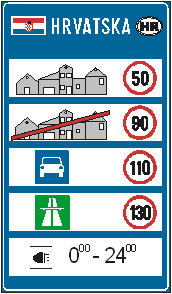
Les limitations de vitesse en Croatie.

En Croatie (abréviation officielle: HR - pour "Hrvatska"), les limitations de vitesse en vigueur sont les suivantes :
- 50 km/h en ville
- 90 km/h hors agglomération
- 110 km/h sur voie rapide
- 130 km/h sur autoroute

## Autres règles
- Allumage des feux de croisement obligatoire 24h/24 pendant la période de l'heure d'hiver;
- Alcoolémie maximum autorisée : 0,50 g/L d'alcool dans le sang.